# Lista obiectelor artificiale care au părăsit sistemul solar
Mai jos este o listă de obiecte artificiale care au părăsit Sistemul Solar. Toate aceste obiecte sunt sonde spatiale lansate de NASA.

## Sonde de explorare planetară
- Pioneer 10 – Lansată în 1972, a zburat pe lângă Jupiter în 1973. Contactul a fost pierdut în ianuarie 2003 iar nava se îndreaptă în direcția Aldebaran (aflat la 65 de ani lumină depărtare) în constelația Taurul.
- Pioneer 11 – Lansată în 1973, a zburat pe lângă Jupiter în 1974 și Saturn în 1979. Contactul a fost pierdut în noiembrie 1995. Nava se îndreaptă spre constelația Vulturul, la nord-vest de constelația Săgetătorul. Cu excepția unui incident, Pioneer 11 va trece în apropierea uneia dintre stelele din constelație în aproximativ 4 milioane de ani.[1]
- Voyager 2 – Lansată în august 1977, a zburat pe lângă Jupiter în 1979, Saturn în 1981, Uranus în 1986 și Neptun în 1989. Nava a părăsit heliosfera și a intrat în spațiul interstelar la 5 noiembrie 2018.[2] Voyager 2 este încă activă. Nu se îndreaptă spre nici o stea anume, deși în aproximativ 40.000 de ani ar trebui să treacă la 1,7 ani-lumină de steaua Ross 248.[3] Dacă nu este deranjată timp de 296.000 de ani, ar trebui să treacă pe lângă steaua Sirius la o distanță de 4,3 ani-lumină.
- Voyager 1 – Lansată în septembrie 1977, a zburat pe lângă Jupiter în 1979 și Saturn în 1980, făcând o abordare specială de apropiere de satelitul lui Saturn, Titan. Nava a trecut de heliopauză la 25 august 2012 și a intrat în spațiul interstelar.[4] Voyager 1 este încă activă. Se îndreaptă spre o întâlnire cu steaua AC +79 3888, care se află la 17,6 ani-lumină de Pământ, în aproximativ 40.000 de ani.[5]
- New Horizons – Lansată în 2006, a zburat pe lângă Jupiter în 2007 și Pluto la 14 iulie 2015. A zburat pe lângă obiectul 486958 Arrokoth din centura Kuiper la 1 ianuarie 2019, ca parte a Kuiper Belt Extended Mission (KEM).[6] New Horizons este încă activă.

## Distanța și viteza față de Soare
Tabelul de mai jos este aranjat pornind de la cea mai îndepărtată sondă de Soare. Pentru comparație, distanța medie a lui Pluto (axa semi-majoră) este de aproximativ 40 AU.
| Nume         | Lansare | Distanța (AU) în 2022 | Viteza (km/s) |
| ------------ | ------- | --------------------- | ------------- |
| Voyager 1    | 1977    | 158.62                | 16,9          |
| Pioneer 10   | 1972    | 132.54                | 11,9          |
| Voyager 2    | 1977    | 132.19                | 15,3          |
| Pioneer 11   | 1973    | 109.19                | 11,2          |
| New Horizons | 2006    | 58.95                 | 13,8          |

Sursa: Heavens Above și JPL
Viteza de evadare solară este o funcție a distanței (r) de la centrul Soarelui, dată de:
{\displaystyle v_{e}={\sqrt {\frac {2GM_{sun}}{r}}},}
unde produsul G Msun este parametrul gravitațional heliocentric. Viteza inițială necesară pentru a scăpa de Soare de la suprafața sa este de 618 km/s, și coboară până la 42,1 km/s la distanța Pământului de Soare (1 AU) și 4,21 km/s la o distanță de 100 AU.

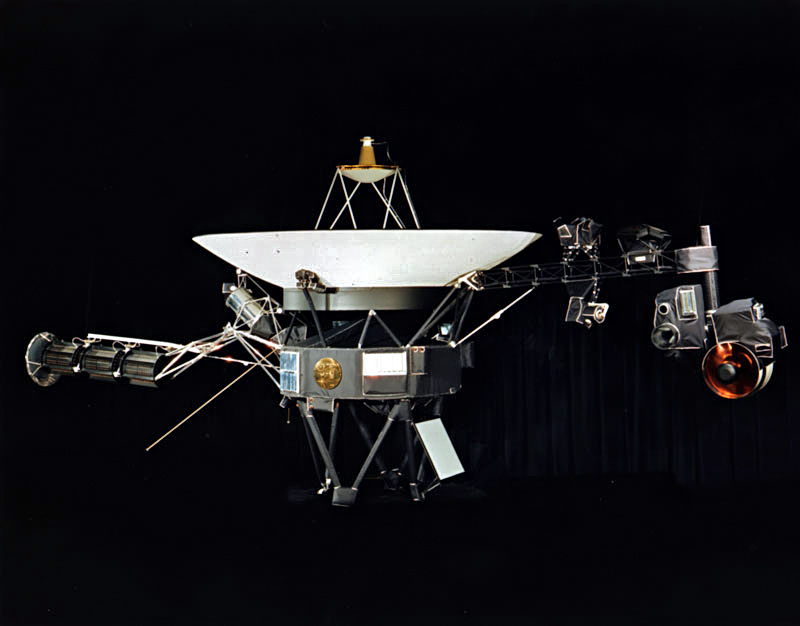
Fotografie a  Voyager 1 / Voyager 2
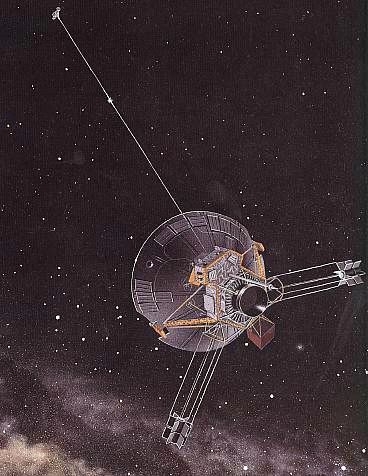
Concepție artistică a Pioneer 10 / Pioneer 11
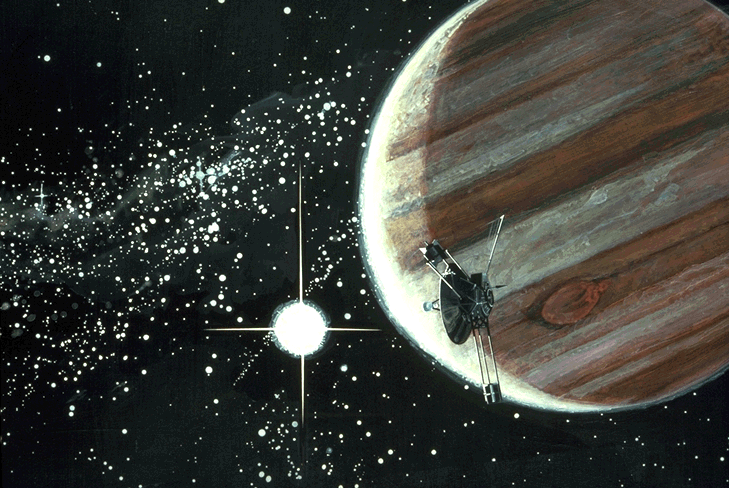
Concepție artistică a Pioneer 10 în apropiere de Jupiter
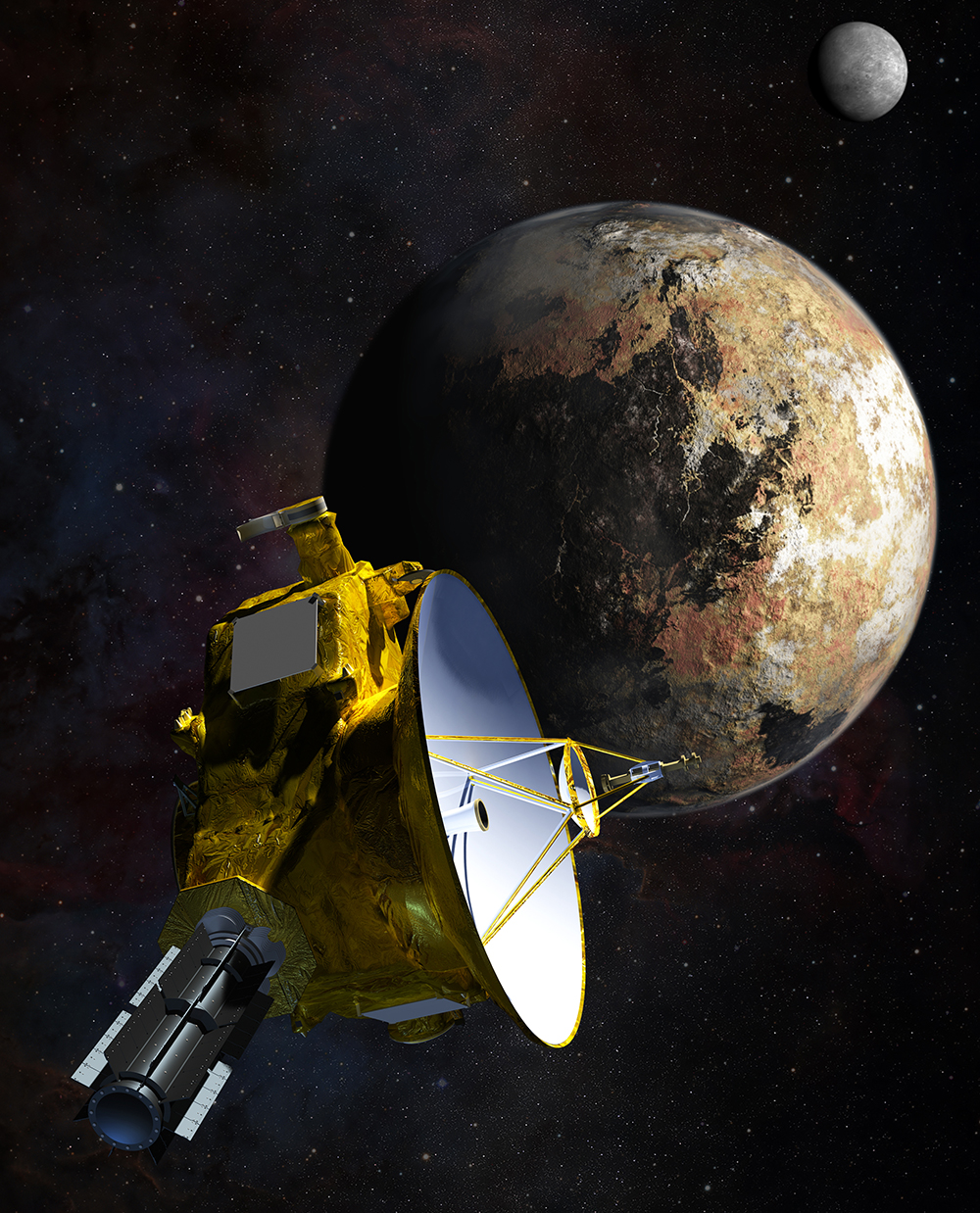
Concepție artistică a New Horizons apropiindu-se de Pluto.
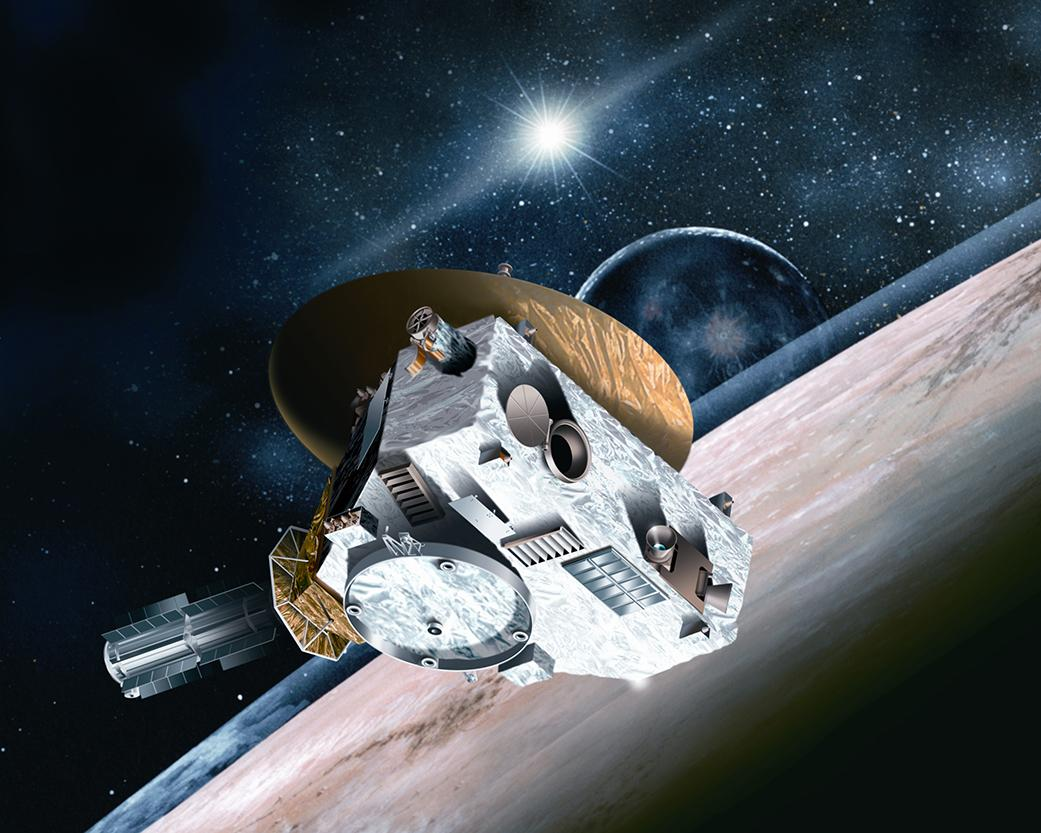
Concepție artistică a New Horizons în apropiere de Pluto.